# Sanity
Sanity (scritto anche SAni†Y) è stata una stable di wrestling attiva in WWE tra il 2016 e il 2019, composta da Alexander Wolfe, Eric Young, Killian Dain, Nikki Cross e Sawyer Fulton.
Durante la loro permanenza ad NXT, Young e Wolfe hanno conquistato una volta l'NXT Tag Team Championship.

## Storia

### WWE (2016–2019)

#### NXT(2016–2018)
Dopo una serie di criptiche vignette, il 4 ottobre 2016 i SAnitY hanno annunciato che avrebbero preso parte alla seconda edizione del torneo Dusty Rhodes Tag Team Classic, senza però annunciare i partecipanti della stable. Il gruppo ha fatto il suo debutto il 12 ottobre a NXT dove Alexander Wolfe e Sawyer Fulton hanno sconfitto Bobby Roode e Tye Dillinger negli ottavi di finale del torneo; nel post match Eric Young e Nikki Cross si sono rivelati come membri della stable e hanno attaccato Dillinger. La settimana dopo Nikki Cross ha fatto il suo debutto sconfiggendo la jobber Danielle Kamela. Il 2 novembre Wolfe e Fulton sconfiggono Kota Ibushi e TJ Perkins nei quarti di finale del torneo. Tuttavia, il 9 novembre, Wolfe e Fulton sono stati eliminati in semifinale dai TM-61 (Nick Miller e Shane Thorne). Nella puntata di NXT del 30 novembre Fulton è stato cacciato dalla stable da Eric Young. Il suo posto è stato preso da Damian O'Connor dopo aver attaccato No Way Jose. Il 18 novembre O'Connor ha cambiato nome in Killian Dain e si è ufficialmente unito alla stable dopo aver attaccato Tye Dillinger e aver accettato la giacca di Fulton. Nella puntata di NXT del 7 dicembre Young e Wolfe hanno sconfitto No Way Jose e il Cruiserweight Champion Rich Swann (appartenente l roster di Raw). Il 28 gennaio 2017, a NXT TakeOver: San Antonio, Young ha sconfitto Tye Dillinger mentre Nikki Cross non è riuscita a conquistare l'NXT Women's Championship in un Fatal 4-Way match che includeva anche la campionessa Asuka, Billie Kay e Peyton Royce poiché l'incontro è stato vinto da Asuka. Nella puntata di NXT dell'8 febbraio Wolfe e Dain hanno sconfitto facilmente i Bollywood Boyz (Gurv Sihra e Harv Sihra). Nella puntata di NXT del 22 marzo il Six-man Tag Team match tra Young, Dain e Wolfe contro Roderick Strong, No Way Jose e Tye Dillinger è terminato in doppia squalifica. Il 1º aprile, a NXT TakeOver: Orlando, i SAnitY hanno sconfitto Tye Dillinger, Roderick Strong, Kassius Ohno e Ruby Riot. Nella puntata di NXT del 21 giugno Young e Wolfe hanno sconfitto gli Ealy Brothers (Gabriel Ealy e Uriel Ealy). Nella puntata di NXT del 5 luglio Wolfe e Dain hanno sconfitto Hideo Itami e Kassius Ohno. Il 19 agosto, a NXT TakeOver: Brooklyn III, Young e Wolfe hanno sconfitto gli Authors of Pain (Akam e Rezar), conquistando così l'NXT Tag Team Championship per la prima volta. Wolfe e Young hanno vinto il match, ma anche Dain ha potuto difendere il titolo sotto la "Freebird Rule" (seppur non sia stato riconosciuto come campione dalla WWE). Nella puntata di NXT del 18 ottobre il match tra Young, Dain e Wolfe e l'Undisputed Era (Adam Cole, Bobby Fish e Kyle O'Reilly) è terminato in no-contest a causa dell'intervento degli Authors of Pain. Nella puntata di NXT del 1º novembre il match tra Young e Wolfe contro gli Authors of Pain valevole per l'NXT Tag Team Championship è terminato in no-contest a causa dell'intervento dell'Undisputed Era. Il 18 novembre, a NXT TakeOver: WarGames, i SAnitY hanno partecipato ad un WarGames match che includeva anche l'Undisputed Era e il team formato dagli Authors of Pain e Roderick Strong ma il match è stato vinto dai primi. Nella puntata di NXT del 29 novembre Dain e Young hanno perso l'NXT Tag Team Championship contro Bobby Fish e Kyle O'Reilly dopo 102 giorni di regno. Nella puntata di NXT del 7 febbraio i SAnitY hanno sconfitto l'Undisputed Era in un Six-man Tornado Tag Team match. Nella puntata di NXT del 14 marzo Wolfe e Young hanno sconfitto Riddick Moss e Tino Sabbatelli nei quarti di finale del Dusty Rhodes Tag Team Classic. Nella puntata di NXT del 28 marzo Wolfe e Young sono stati sconfitti dal WWE United Kingdom Champion Pete Dunne e Roderick Strong nelle semifinali del Dusty Rhodes Tag Team Classic.

#### SmackDowne scioglimento (2018–2019)
Dal 17 aprile 2018 sono stati mandati in onda dei video circa il debutto dei SAnitY a SmackDown. In tale video, tuttavia, non è stata inclusa Nikki Cross, la quale è rimasta ad NXT, uscendo di fatto dalla stable. I SAnitY hanno fatto il loro debutto nella puntata di SmackDown del 19 giugno dove hanno attaccato brutalmente gli Usos (Jey Uso e Jimmy Uso). Nella puntata di SmackDown del 26 giugno i SAnitY sono stati sconfitti dallo United States Champion Jeff Hardy e gli Usos. Nella puntata di SmackDown del 10 luglio i SAnitY e i Bludgeon Brothers (Harper e Rowan) sono stati sconfitti dal Team Hell No (Daniel Bryan e Kane) e il New Day (Big E, Kofi Kingston e Xavier Woods). Il 15 luglio, nel Kick-off di Extreme Rules, i SAnitY hanno sconfitto il New Day in un Tables match. Nella puntata di SmackDown del 24 luglio Wolfe e Dain sono stati sconfitti da Big E e Xavier Woods del New Day nella semifinale di un torneo per determinare i contendenti n°1 allo SmackDown Tag Team Championship dei Bludgeon Brothers. Nella puntata di SmackDown del 4 settembre Dain e Young hanno partecipato ad un Triple Threat match che comprendeva anche i Rusev Day (Aiden English e Rusev) e gli Usos per determinare i contendenti n°1 allo SmackDown Tag Team Championship del New Day ma il match è stato vinto da English e Rusev. Il 18 novembre, a Survivor Series, Dain e Young hanno partecipato al 5-on-5 Traditional Survivor Series Elimination match come parte del Team SmackDown contro il Team Raw ma sono stati eliminati da Bobby Roode e Chad Gable. Nella puntata di SmackDown del 25 dicembre Dain, Wolfe e i The Bar (Cesaro e Sheamus) sono stati sconfitti da Luke Gallows, Karl Anderson e gli Usos. Nella puntata di SmackDown del 2 aprile 2019 i SAnitY sono ritornati in azione come alleati di Shane McMahon per contrastare The Miz, ma sono stati sconfitti da quest'ultimo in un 3-on-1 Handicap Falls Count Anywhere match.
Con lo Shake-up del 15 aprile il leader Eric Young è stato trasferito nel roster di Raw, segnando di fatto la fine della stable.

## Origine del nome
Il nome "SAni†Y" deriva dalle lettere che indicano i nomi dei membri originali: "S" per Sawyer Fulton, "A" per Alexander Wolfe, "ni†" per Nikki Cross (dove la "t" rappresenta una croce) e "Y" per Eric Young.

## Nel wrestling

### Mosse finali in coppia
- Devastation (Vertical suplex (Wolfe) e Front powerslam (Fulton) in combinazione)
- Belly to back suplex (Young) / Diving neckbreaker (Wolfe) in combinazione

### Mosse finali dei singoli wrestler
- Alexander Wolfe
  - Death Valley driver
  - Sitout powerbomb
- Eric Young
  - Youngblood (Wheelbarrow elevato in un'elevated neckbreaker)
- Killian Dain
  - Ulster Plantation (One-handed electric chair driver)

### Musiche d'ingresso
- "Controlled Chaos" dei CFO$ (NXT/WWE; 12 ottobre 2016–15 aprile 2019)

## Titoli e riconoscimenti
- WWE
  - NXT Tag Team Championship1 (1) – Wolfe e Young
  - NXT Year–End Award (1)
    - Tag Team of the Year (2017) – Dain, Wolfe e Young
- Wrestling Observer Newsletter
  - 5 Star Match (2018) Killian Dain vs. Adam Cole, EC3, Lars Sullivan, Ricochet e Velveteen Dream il 7 aprile a NXT TakeOver: New Orleans

1 Anche Killian Dain ha difeso il titolo sotto la "Freebird Rule", ma la WWE non lo ha riconosciuto come campione.